# Czchów
Czchów is een stad in het Poolse woiwodschap Klein-Polen, gelegen in de powiat Brzeski en gemeente Czchów. De oppervlakte bedraagt 14,08 km², het inwonertal 2205 (2005).